# Österrikes Grand Prix 2014
Österrikes Grand Prix 2014, officiellt Formula 1 Grosser Preis von Österreich 2014, var en Formel 1-tävling som hölls den 22 juni 2014 på Red Bull Ring i Österrike. Det var den åttonde tävlingen av Formel 1-säsongen 2014 och kördes över 71 varv. Vinnare av loppet blev Nico Rosberg för Mercedes, tvåa blev Lewis Hamilton för Mercedes och trea blev Valtteri Bottas för Williams.

## Kvalet
| KR. | Nr | Förare            | Konstruktör          | Q1       | Q2       | Q3        | Grid |
| --- | -- | ----------------- | -------------------- | -------- | -------- | --------- | ---- |
| 1   | 19 | Felipe Massa      | Williams-Mercedes    | 1.10,292 | 1.09,239 | 1.08,759  | 1    |
| 2   | 77 | Valtteri Bottas   | Williams-Mercedes    | 1.10,356 | 1.09,096 | 1.08,846  | 2    |
| 3   | 6  | Nico Rosberg      | Mercedes             | 1.09,695 | 1.08,974 | 1.08,944  | 3    |
| 4   | 14 | Fernando Alonso   | Ferrari              | 1.10,405 | 1.09,479 | 1.09,285  | 4    |
| 5   | 3  | Daniel Ricciardo  | Red Bull-Renault     | 1.10,395 | 1.09,638 | 1.09,466  | 5    |
| 6   | 20 | Kevin Magnussen   | McLaren-Mercedes     | 1.10,081 | 1.09,473 | 1.09,515  | 6    |
| 7   | 26 | Daniil Kvyat      | Toro Rosso-Renault   | 1.09,678 | 1.09,490 | 1.09,619  | 7    |
| 8   | 7  | Kimi Räikkönen    | Ferrari              | 1.10,285 | 1.09,657 | 1.10,795  | 8    |
| 9   | 44 | Lewis Hamilton    | Mercedes             | 1.09,514 | 1,09,092 | Ingen tid | 9    |
| 10  | 27 | Nico Hülkenberg   | Force India-Mercedes | 1.10,389 | 1.09,624 | Ingen tid | 10   |
| 11  | 11 | Sergio Pérez      | Force India-Mercedes | 1.10,124 | 1.09,754 |           | 161  |
| 12  | 22 | Jenson Button     | McLaren-Mercedes     | 1.10,252 | 1.09,780 |           | 11   |
| 13  | 1  | Sebastian Vettel  | Red Bull-Renault     | 1.10,630 | 1.09,801 |           | 12   |
| 14  | 13 | Pastor Maldonado  | Lotus-Renault        | 1.10,821 | 1.09,939 |           | 13   |
| 15  | 25 | Jean-Éric Vergne  | Toro Rosso-Renault   | 1.10,161 | 1.10,073 |           | 14   |
| 16  | 8  | Romain Grosjean   | Lotus-Renault        | 1.10,461 | 1.10,642 |           | PL2  |
| 17  | 99 | Adrian Sutil      | Sauber-Ferrari       | 1.10,825 |          |           | 16   |
| 18  | 21 | Esteban Gutiérrez | Sauber-Ferrari       | 1.11,349 |          |           | 17   |
| 19  | 17 | Jules Bianchi     | Marussia-Ferrari     | 1.11,412 |          |           | 18   |
| 20  | 10 | Kamui Kobayashi   | Caterham-Renault     | 1.11,673 |          |           | 19   |
| 21  | 4  | Max Chilton       | Marussia-Ferrari     | 1.11,775 |          |           | 213  |
| 22  | 9  | Marcus Ericsson   | Caterham-Renault     | 1.12,673 |          |           | 20   |

| Vidare från första kvalrundan ▬▬ Vidare från andra kvalrundan ▬▬ |

Noteringar:
- ^1  — Sergio Pérez fick fem platsers nedflyttning för att ha orsakat en kollision med Felipe Massa under den föregående tävlingen.[1]
- ^2  — Romain Grosjean kvalificerade sig som sextonde, men fick starta loppet från depån eftersom växellådan byttes ut och inställningar på bilen ändrades.[2]
- ^3  — Max Chilton fick tre platsers nedflyttning för att ha orsakat en kollision med Jules Bianchi i den föregående tävlingen.[3]

## Loppet
| Pos. | Nr | Förare            | Konstruktör          | Varv | Tid             | Grid | P  |
| ---- | -- | ----------------- | -------------------- | ---- | --------------- | ---- | -- |
| 1    | 6  | Nico Rosberg      | Mercedes             | 71   | 1:27.54,976     | 3    | 25 |
| 2    | 44 | Lewis Hamilton    | Mercedes             | 71   | +1,932          | 9    | 18 |
| 3    | 77 | Valtteri Bottas   | Williams-Mercedes    | 71   | +8,172          | 2    | 15 |
| 4    | 19 | Felipe Massa      | Williams-Mercedes    | 71   | +17,357         | 1    | 12 |
| 5    | 14 | Fernando Alonso   | Ferrari              | 71   | +18,553         | 4    | 10 |
| 6    | 11 | Sergio Pérez      | Force India-Mercedes | 71   | +28,546         | 15   | 8  |
| 7    | 20 | Kevin Magnussen   | McLaren-Mercedes     | 71   | +32,031         | 6    | 6  |
| 8    | 3  | Daniel Ricciardo  | Red Bull-Renault     | 71   | +43,522         | 5    | 4  |
| 9    | 27 | Nico Hülkenberg   | Force India-Mercedes | 71   | +44,137         | 10   | 2  |
| 10   | 7  | Kimi Räikkönen    | Ferrari              | 71   | +47,777         | 8    | 1  |
| 11   | 22 | Jenson Button     | McLaren-Mercedes     | 71   | +50,966         | 11   |    |
| 12   | 13 | Pastor Maldonado  | Lotus-Renault        | 70   | +1 varv         | 13   |    |
| 13   | 99 | Adrian Sutil      | Sauber-Ferrari       | 70   | +1 varv         | 16   |    |
| 14   | 8  | Romain Grosjean   | Lotus-Renault        | 70   | +1 varv         | PL   |    |
| 15   | 17 | Jules Bianchi     | Marussia-Ferrari     | 69   | +2 varv         | 18   |    |
| 16   | 10 | Kamui Kobayashi   | Caterham-Renault     | 69   | +2 varv         | 19   |    |
| 17   | 4  | Max Chilton       | Marussia-Ferrari     | 69   | +2 varv         | 21   |    |
| 18   | 9  | Marcus Ericsson   | Caterham-Renault     | 69   | +2 varv         | 20   |    |
| 19   | 21 | Esteban Gutiérrez | Sauber-Ferrari       | 69   | +2 varv         | 17   |    |
| Ret  | 25 | Jean-Éric Vergne  | Toro Rosso-Renault   | 59   | Bromsar         | 14   |    |
| Ret  | 1  | Sebastian Vettel  | Red Bull-Renault     | 34   | Motorenhet      | 12   |    |
| Ret  | 26 | Daniil Kvyat      | Toro Rosso-Renault   | 24   | Hjulupphängning | 7    |    |

| Förare och stall som tog poäng ▬▬ |

## Ställning efter loppet
|   | Pos. | Förare           | Poäng |
| - | ---- | ---------------- | ----- |
| ▬ | 1    | Nico Rosberg     | 165   |
| ▬ | 2    | Lewis Hamilton   | 136   |
| ▬ | 3    | Daniel Ricciardo | 83    |
| ▬ | 4    | Fernando Alonso  | 79    |
| ▬ | 5    | Sebastian Vettel | 60    |

|     | Pos. | Konstruktör          | Poäng |
| ▬   | 1    | Mercedes             | 301   |
| ▬   | 2    | Red Bull-Renault     | 143   |
| ▬   | 3    | Ferrari              | 98    |
| ▬   | 4    | Force India-Mercedes | 87    |
| ▲ 1 | 5    | Williams-Mercedes    | 85    |

- Notering: Endast de fem bästa placeringarna i vardera mästerskap finns med på listorna.